# Lijst van beelden in Veldhoven
Dit is een (onvolledige) chronologische lijst van beelden in Veldhoven. Onder een beeld wordt hier verstaan elk driedimensionaal kunstwerk in de openbare ruimte van de Nederlandse gemeente Veldhoven, waarbij beeld wordt gebruikt als verzamelbegrip voor sculpturen, standbeelden, installaties, gedenktekens en overige beeldhouwwerken.
Voor een volledig overzicht van de beschikbare afbeeldingen zie de categorie Beelden in Veldhoven op Wikimedia Commons.
| Geplaatst | Omschrijving                            | Kunstenaar                       | Straat                                    | Plaats    | Materiaal     | Afbeelding      |
| --------- | --------------------------------------- | -------------------------------- | ----------------------------------------- | --------- | ------------- | --------------- |
| 1921      | Heilig Hartbeeld (Oerle)                | Jan Custers                      | Oude Kerkstraat                           | Oerle     | steen         | H.Hartbeeld     |
| 1967      | Peter Zuid (borstbeeld)                 | Piet Killaars                    | Borghoutspark                             | Zeelst    | brons         | Peter Zuid      |
| 1976      | Anton van Duinkerken                    | Hein Vree                        | Locht                                     | Veldhoven |               |                 |
| 1977      | Levensbeeld                             | Nel van Lith                     | Severeind                                 | Veldhoven |               |                 |
| 1983      | Daidalos                                | Hans van Eerd                    | Bossebaan / Burg.van Hoofflaan            | Veldhoven | brons         | Daidalos        |
| 1983      | De Danseres                             | Antoinette Briët                 | Pleintjes                                 | Veldhoven | brons         | Danseres        |
| 1983      | Drie Muzikanten                         | Hans Goddefroy                   | Pleintjes                                 | Veldhoven | brons         | Drie Muzikanten |
| 1986      | Sirene                                  | Nic Jonk                         | Abdijlaan / Sterrenlaan                   | Veldhoven | hardsteen     |                 |
| 1991      | (zonder titel)                          | Bart Slegers                     | Kempenbaan / De Run                       | Veldhoven | cortenstaal   |                 |
| 1995      | Lotus Fontein                           | Frans en Marja de Boer-Lichtveld | Burgemeester van Elsenpark                | Veldhoven |               | Waterbloem      |
| 1995      | Salomo de Raaf                          | Antoinette Briët                 |                                           | Veldhoven | brons         |                 |
| 1996      | Nao de leste Mis                        | Frans Roijmans                   | Oude Kerkstraat                           | Oerle     |               |                 |
| 1996      | (zonder titel)                          | Wim Geeven                       | De Dom, rotonde                           | Veldhoven | staal         |                 |
| 1996      | (zonder titel)                          | David van de Kop                 | Provincialeweg / Kempenbaan               | Veldhoven | keramiek      |                 |
| 1998?     | Hemel en aarde-Klimmend licht           | Joost van Santen                 | Heemweg/Heuvelstraat                      | Veldhoven |               |                 |
| 1998      | Hemel en aarde / Drieling Lei           | Joost van Santen                 | Heemweg / Lei                             | Veldhoven | glas / metaal |                 |
| 1998?     | Hemel en aarde-Drieling Braak           | Joost van Santen                 | Heemweg/Braak                             | Veldhoven |               |                 |
| 1998?     | Hemel en aarde-Drieling Polkestraat     | Joost van Santen                 | Heemweg/Hagendorenseweg                   | Veldhoven |               |                 |
| 1998?     | Hemel en Aarde (Eindsculptuur)          | Joost van Santen                 | Bossebaan / Veken                         | Veldhoven | glas / metaal | Klimmend Licht  |
| 2001      | Paardje                                 |                                  | De Reijenburg                             | Veldhoven |               |                 |
| 2005      | De Ontmoeting                           | Olga Schats van Driessen         | Berkt                                     | Veldhoven |               |                 |
| 2014      | Donderslag bij heldere Hemel (monument) | Wil Dams                         | Heuvelstraat / Heemweg                    | Veldhoven | marmer        | Donderslag      |
| 2014      | Monument Harks en De Wit                | Wil Dams                         | Blaarthemseweg                            | Zeelst    |               |                 |
|           | Samen                                   | Henny Kuipers                    | Platanenlaan                              | Veldhoven |               |                 |
|           | De trommelaar                           |                                  | Oude Kerkstraat                           | Oerle     |               |                 |
|           | onbekend                                | onbekend                         | Hemelrijken, Tuin van Museum ’t Oude Slot |           |               |                 |